# Rero
Rero někdy VIO Rero je bývalý sovětský a gruzínský hudebně-populární, estrádní orchestr vytvořený v polovině padesátých let dvacátého století Gruzínskou státní filharmonií. Nejvýznamnější osobností orchestru byl mezi lety 1955–1973 a 1980–1987 její kapelník, v Baku narozený hudebník židovského původu Konstantin Pevzner.

## Historie
V polovině padesátých let dvacátého století v Tbilisi inicializovala Gruzínská státní filharmonie vznik populárně zábavného hudebního orchestru nazvaného vokální a instrumentální orchestr (VIO) Rero. Vedením orchestru pověřila tehdy vedoucího Gruzínského rozhlasového orchestru Konstantina Pevznera. Orchestr čítal až 30 členů. Konstantin Pevzner orchestr opustil v roce 1974, když přijal nabídku vést podobný estrádní orchestr v Ruské SFSR. Jeho nástupcem se stal Givi Gačečiladze, pod jehož vedením vzniklo první studiové album Rero v roce 1976. V roce 1979 Gačečiladzeho nahradil z ansámblu Dielo příchozí Amiran Ebralidze, pod jehož vedením vzniklo v roce 1980 druhé studiové album Rero. Od roku 1982 se stal vedoucím orchestru opět Konstantin Pevzner, který ho vedl do své smrti koncem osmdesátých let.
Orchestrem prošla v průběhu let celá řada začínajících hvězd sovětské a gruzínské populární hudby. V Rero zahájili svojí hudební kariéru Lili Gegelijaová, Nazi Dumbadzeová, Suliko Korošiladzeová, Nani Bregvadzeová, Vachtang Kikabidze, Niko Džadugišvili, Giuli Čocheliová, Zurab Rcchiladze, Temur Cagurija, Lola Chomjancová, Sergo Nonikašvili, Nana Nagebašviliová, Irma Sochadzeová, Soso Ebralidze, Amiran Ebralidze, Eteri Čelidzeová, Medea Dzidziguriová a další.

## Vedoucí orchestru
- Konstantin Pevzner (1955-1974)[1]
- Givi Gačečiladze (1974-1979)[2]
- Amiran Ebralidze (1979-1982)[3]
- Konstantin Pevzner (1982-1987)

## Diskografie

### Studiová alba
- 1976 — Rero
- 1980 — Rero[4]